# Plagiognathus tinctus
Plagiognathus tinctus är en insektsart som beskrevs av Knight 1923. Plagiognathus tinctus ingår i släktet Plagiognathus och familjen ängsskinnbaggar.

## Underarter
Arten delas in i följande underarter:
- P. t. debilis
- P. t. tinctus